# 푸타 잘롱

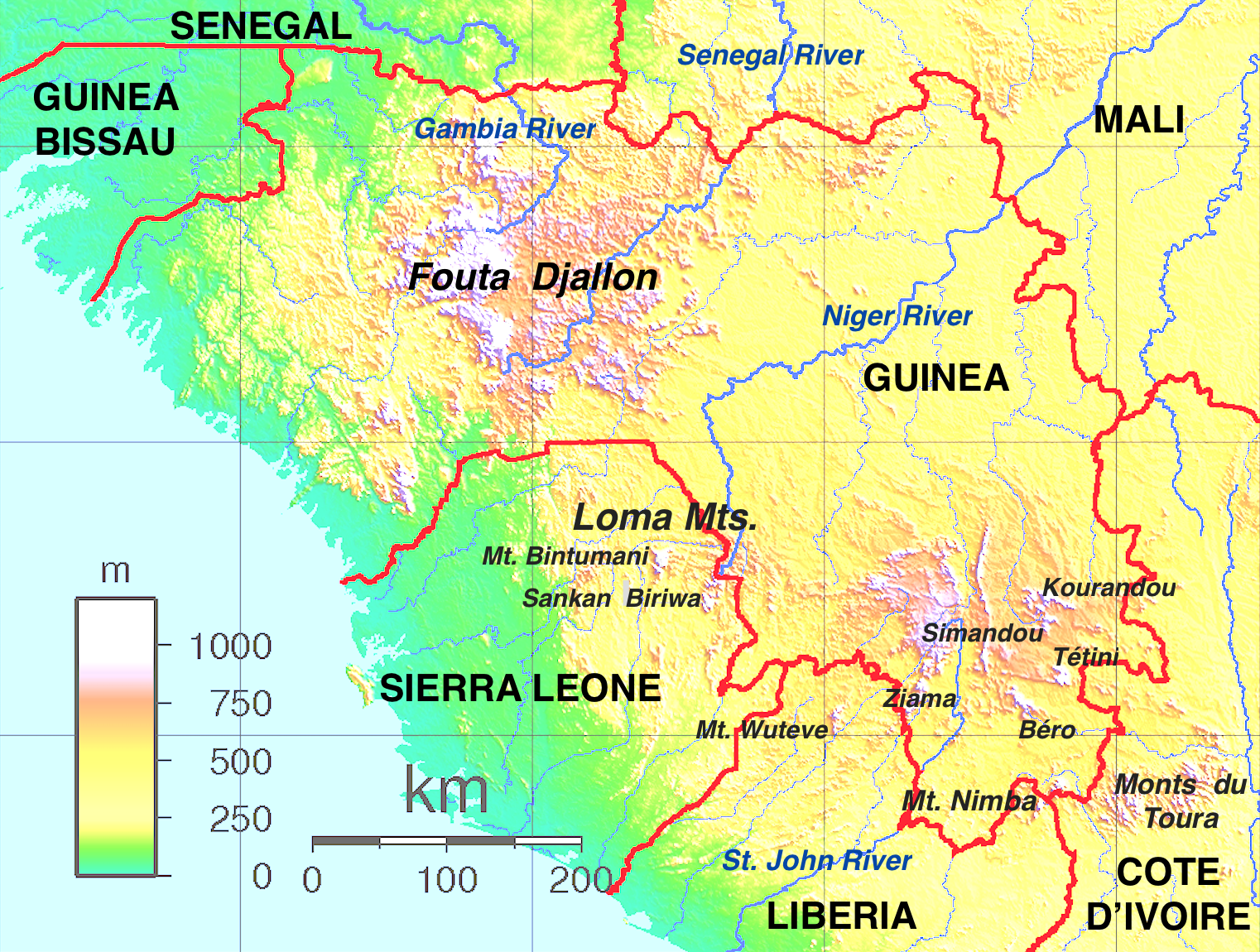
기니 고원지대의 지도

푸타 잘롱(프랑스어: Fouta Djallon, 풀라어: Fuuta Jaloo, 아랍어: فوتا جالون)은 서아프리카 기니 중부에 위치한 고원 지역으로, 기니고원 지대의 일부이다. 이 지역은 강수량이 많아 세네갈강, 감비아강과 같은 여러 중요한 강들의 발원지이기도 하다.

## 같이 보기
- 풀라니족